# Rue du Dévidoir
La rue du Dévidoir (en alsacien : Flachsgass) est une rue du centre de Strasbourg (Bas-Rhin), qui va de la place du Marché-aux-Poissons à la rue des Cordiers. Elle se trouve dans le secteur piétonnier. 

## Histoire

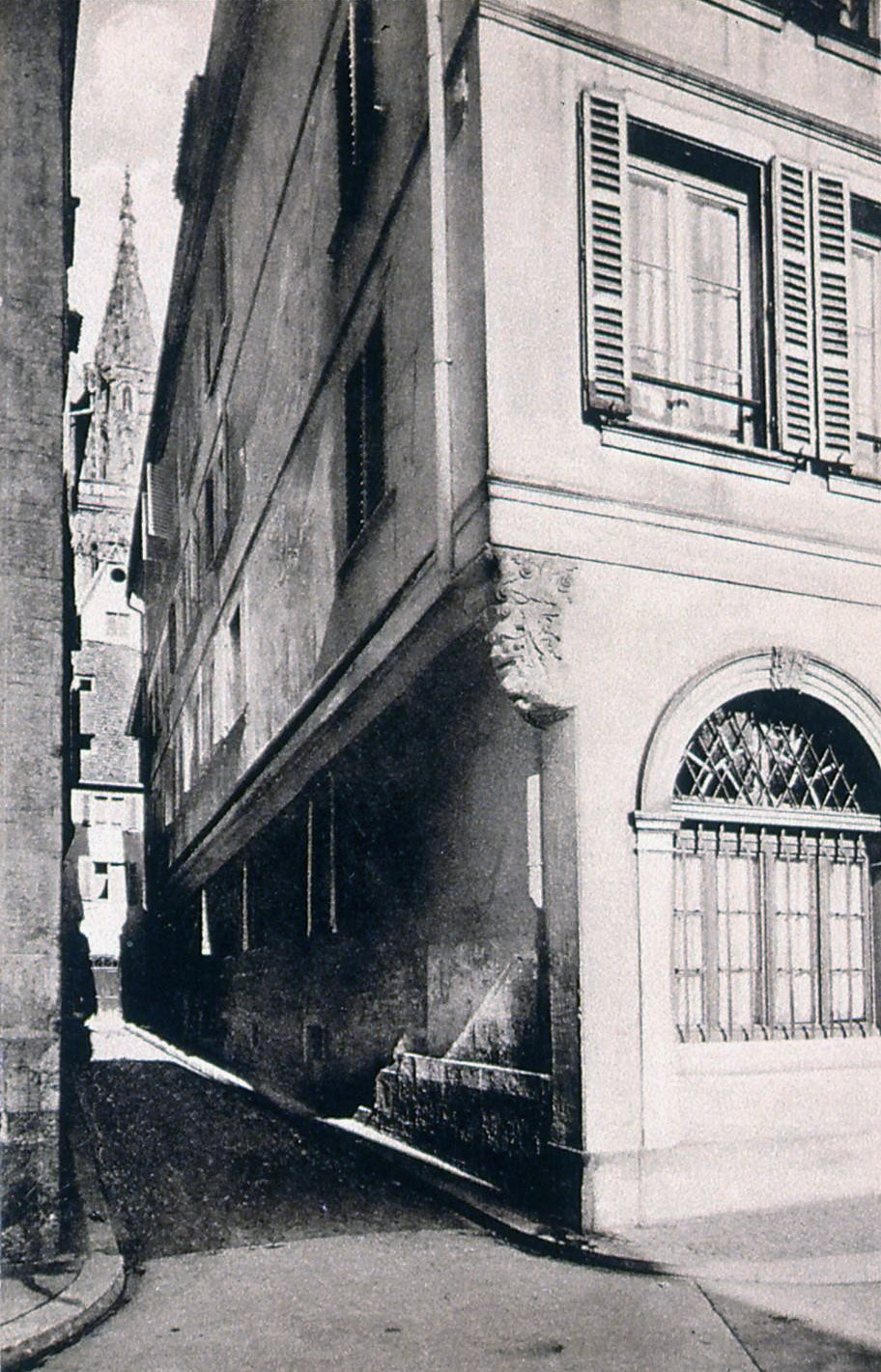
La rue du Dévidoir en 1911.

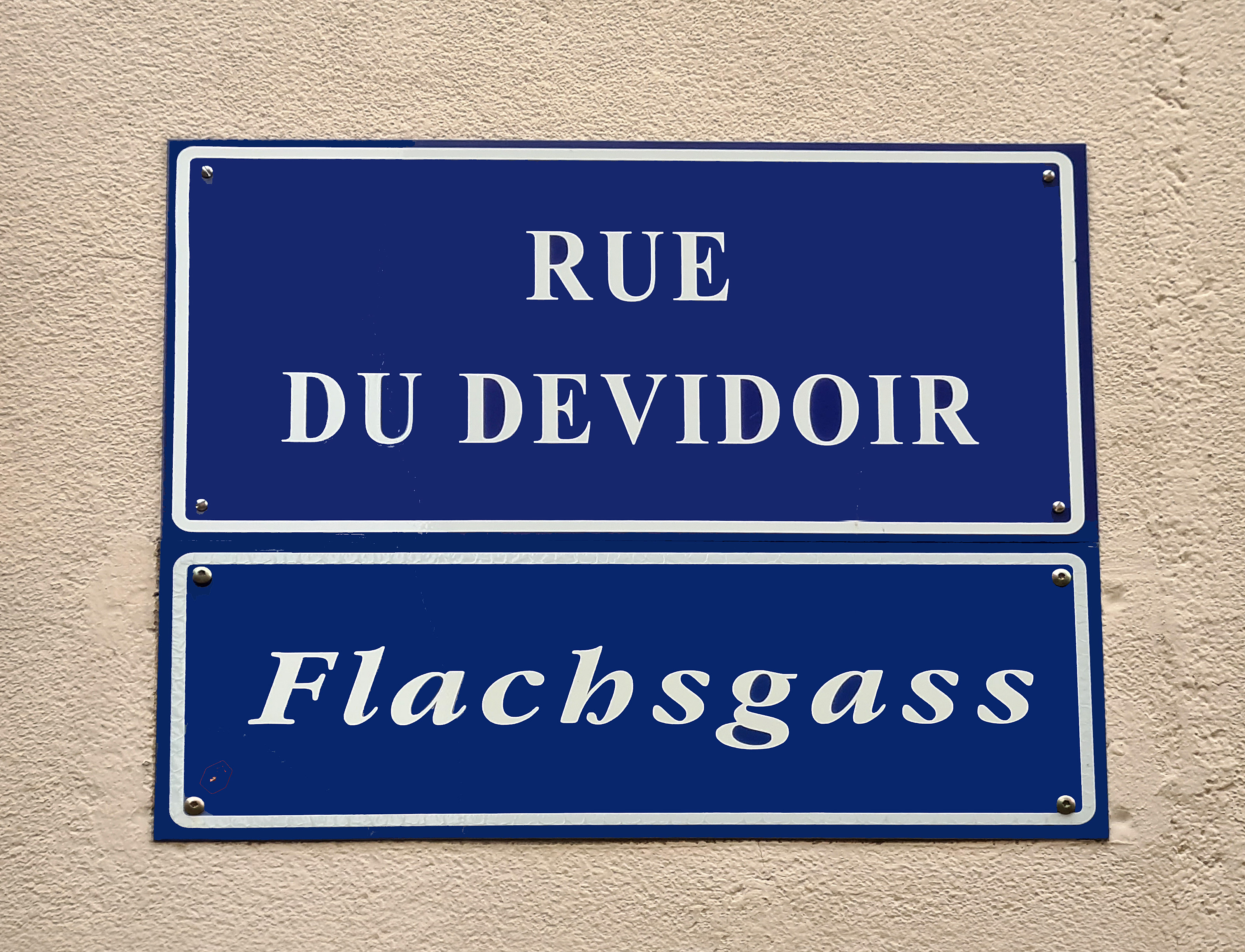
Plaque bilingue, en français et en alsacien.

Comme celui de la rue des Cordiers qui lui est perpendiculaire, le nom cette rue fait référence aux ateliers et échoppes de cordiers présents dans le quartier. Le poêle de la corporation des cordiers occupait un immeuble à l'enseigne Zur Seilerhaspel dans la rue du Dévidoir.
Au fil des siècles, la voie porte successivement différents noms, en allemand, parfois dialectal, ou en français : Nasengässlin (1268), Zwerchgesselin, Klein Gesselin gegen Unser Frauen Haus (1466), Stolzengässlein (1569), Haspelgässlein (1650), Speyergässlein (1681), Taxgässlein (XVIIIe siècle), ruelle du Tourniquet ou de l'Ancre (XVIIIe siècle),  ruelle du Dévidoir (1786), ruelle du Faisceau (1794), rue du Dévidoir (1823, 1918, 1945), Haspelgasse (1872), Haspelgässchen (1900, 1940).
Des plaques de rues bilingues, à la fois en français et en alsacien, sont mises en place par la municipalité à partir de 1995. C'est le cas de la Flachsgass (« rue du Lin »).

## Bâtiments remarquables

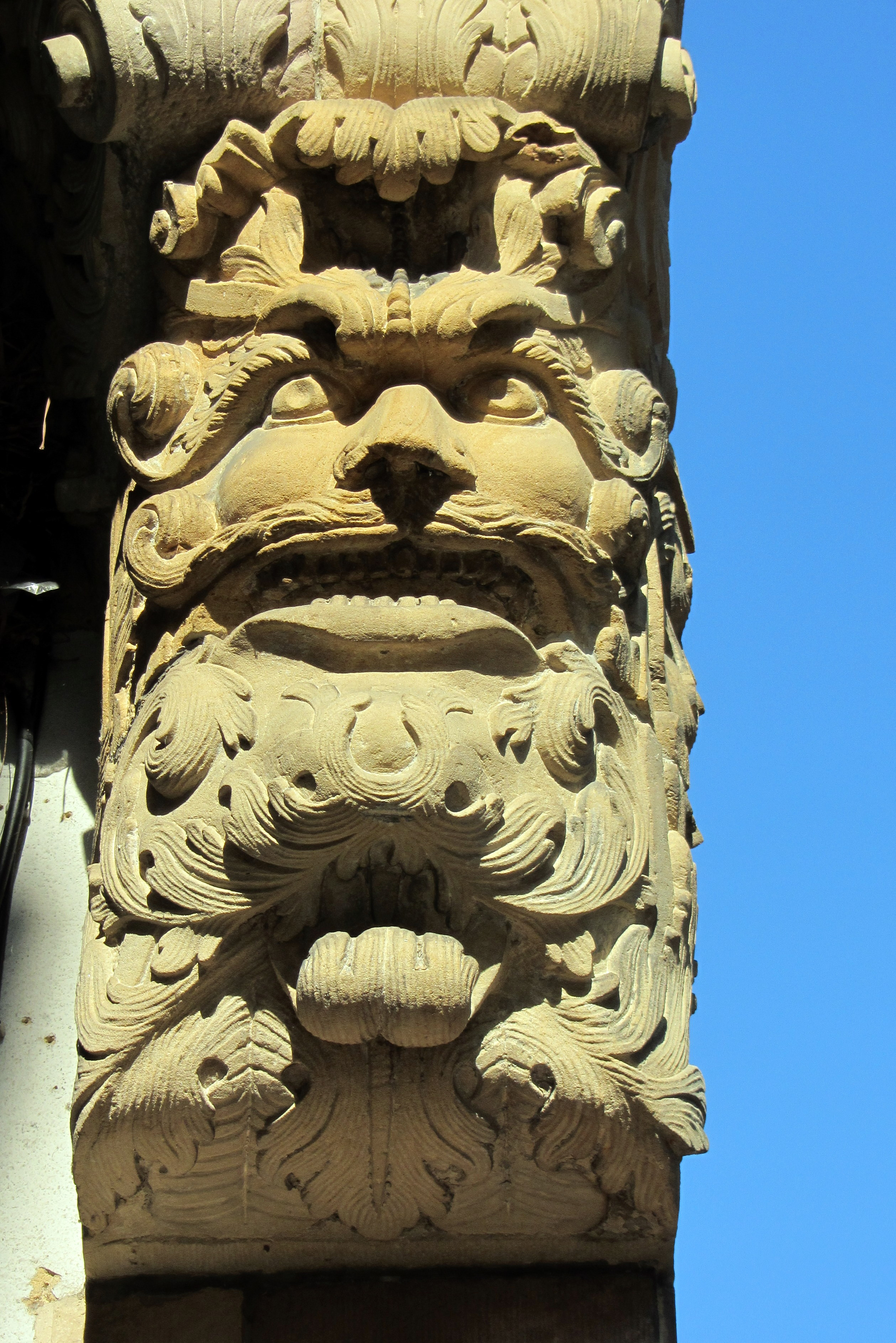
Console sculptée à l'angle de la place du Marché-aux-Poissons.

L'élément le plus remarquable de cette petite rue est l'encorbellement supporté par une console ornée d'un masque dans un décor végétal qui se trouve à l'angle de la place du Marché-aux-Poissons. 
Les façades et la toiture de cet édifice font l'objet d'une inscription au titre des monuments historiques depuis 1935.